# جسيم نقطي
جسيم نقطي أو جسيم شبه-نقطة هي جسيمات مثالية تستخدم بكثرة في الفيزياء، وتتميز بأنها تفتقر إلى الحيز المكاني: أي أنها ذات بعد صفري لذا لا تأخذ أي حيز مكاني. فالجسيم النقطي هو تمثيل مناسب لأي جسم له حجم وشكل وهيكل غير مرتبط بسياق معين. مثال: أي جسم من أي شكل يكون بعيدا جدا سوف يبدو ويتصرف كأنه جسم شبه نقطة.
يناقش الفيزيائيون أحيانا كثيرة عن الكتلة النقطية في نظرية الجاذبية مما يعني أن الجسيمات النقطية هي ذات كتلة لا صفرية ولكن ليس لها خصائص أو بنية. وكذلك يناقشون عن الشحنة النقطية في الكهرومغناطيسية، أي الجسيمات النقطية ذات شحنة لا صفرية.
نظرا لمجموعات محددة من الخصائص لأجسام ممتدة (ليست نقطية) فإنها أحيانا تتصرف وكأنها جسيم نقطي حتى في الجوار المباشر. مثال: الأجسام الكروية المتفاعلة في فضاء ثلاثي الأبعاد بحيث يكون تفاعلها مطابق لما في قانون التربيع العكسي فإنها تتصرف كما لو مادتهم متركزة في نقطة مركزية. فمثلا في الجاذبية النيوتنية والكهرومغناطيسية الكلاسيكية تتطابق المجالات خارج الجسم الكروي مع الجسيمات النقطية متساوية الشحنة/الكتلة الموجودة في مركز الكرة.
يتعقد مفهوم الجسيمات النقطية في ميكانيكا الكم بسبب مبدأ هايزنبيرج للريبة: حتى في الجسيمات الأولية التي ليس بها بنية داخلية فإن حجمها لا صفري. فمثلا: حجم المدار الأول للإلكترون في ذرة الهيدروجين هو ~10−30 م3. ومع ذلك فهناك تمايز بين الجسيمات الأولية مثل الإلكترونات و الكواركات التي ليس لها هيكل داخلي، بالمقابل فالجسيمات المركبة مثل البروتونات التي لديها بنية داخلية فإنه يتكون من ثلاثة كواركات. يطلق أحيانا على الجسيمات الأولية لقب «جسيمات نقطية» ولكن هذا له معنى آخر عما نوقش أعلاه.

## كتلة نقطية

مثال على كتلة نقطية مرسومة بيانيا على الشبكة. ويمكن تبسيط الكتلة الرمادية إلى كتلة نقطية (الدائرة السوداء). وهي فعالة في تصوير كتلة النقطة كأنها دائرة سوداء صغيرة أو نقطة، حيث ان النقطة الفعلية غير مرئية.

الكتلة النقطية أو(كتلة شبه-نقطة) هو مصطلح مثالي لوصف كلا من مادة متناهية في الصغر، أو جسم ما يمكن اعتباره متناه في الصغر. هذا المفهوم للحجم مطابق للجسيمات النقطية، ولكنه ليس كذلك مع الأجسام إذ يجب أن تكون متناهية في الصغر.

### التطبيقات

#### فيزيائية
يكمن الاستخدام العام لكتلة النقطة في تحليل حقول قوى الجاذبية. فعند تحليل تلك القوى في النظام فإنه من المستحيل حساب كتلة كل وحدة على حدة. ومع هذا فإن الجسم المتماثل كرويا يؤثر جاذبيا على الأهداف الخارجية كما لو أن كل كتلتها متمركز في الوسط.